# 张先进
张先进（1917年4月—2014年1月20日），曾名张显镜，四川省通江县人，中华人民共和国政治人物。
早年参加中国工农红军红四军二十八团，历经长征，担任十八集团军政治部机要秘书、分总支书记、军工部教导员。后历任中南行政委员会地方工业局局长，浙江省交通厅厅长，浙江省交通局局长。